# Casimiro Torres Valdés
Casimiro Luis Torres Valdés (Santiago, 1 de enero de 1906) fue un futbolista chileno que jugaba en la posición de Mediocampista y que representó a la selección chilena en la Copa Mundial de Fútbol de 1930. 

## Trayectoria
Durante su carrera en el club, jugó en el campeonato chileno en el club Everton.
Pero su principal hazaña fue haber jugado con el equipo de Chile para la Copa Mundial de 1930 que se jugó en Uruguay. 

## Selección nacional
Fue internacional con la selección de Chile durante el año 1930, participando con la selección en el Mundial de 1930, en un principio no estaba considerado para viajar, pero su buen desempeño en los encuentros previos hizo que se ganara un lugar en la nomina; en el primer encuentro no jugó, pese aquello  apareció en los otros dos partidos de los Cóndores Blancos ante  Argentina y Francia.
En total fue internacional chileno en dos partidos.

### Participaciones en Copas del Mundo
| Torneo               | Sede    | Resultado    | Partidos |
| -------------------- | ------- | ------------ | -------- |
| Copa Mundial de 1930 | Uruguay | Primera fase | 2        |